# St-Pons (Nizza)

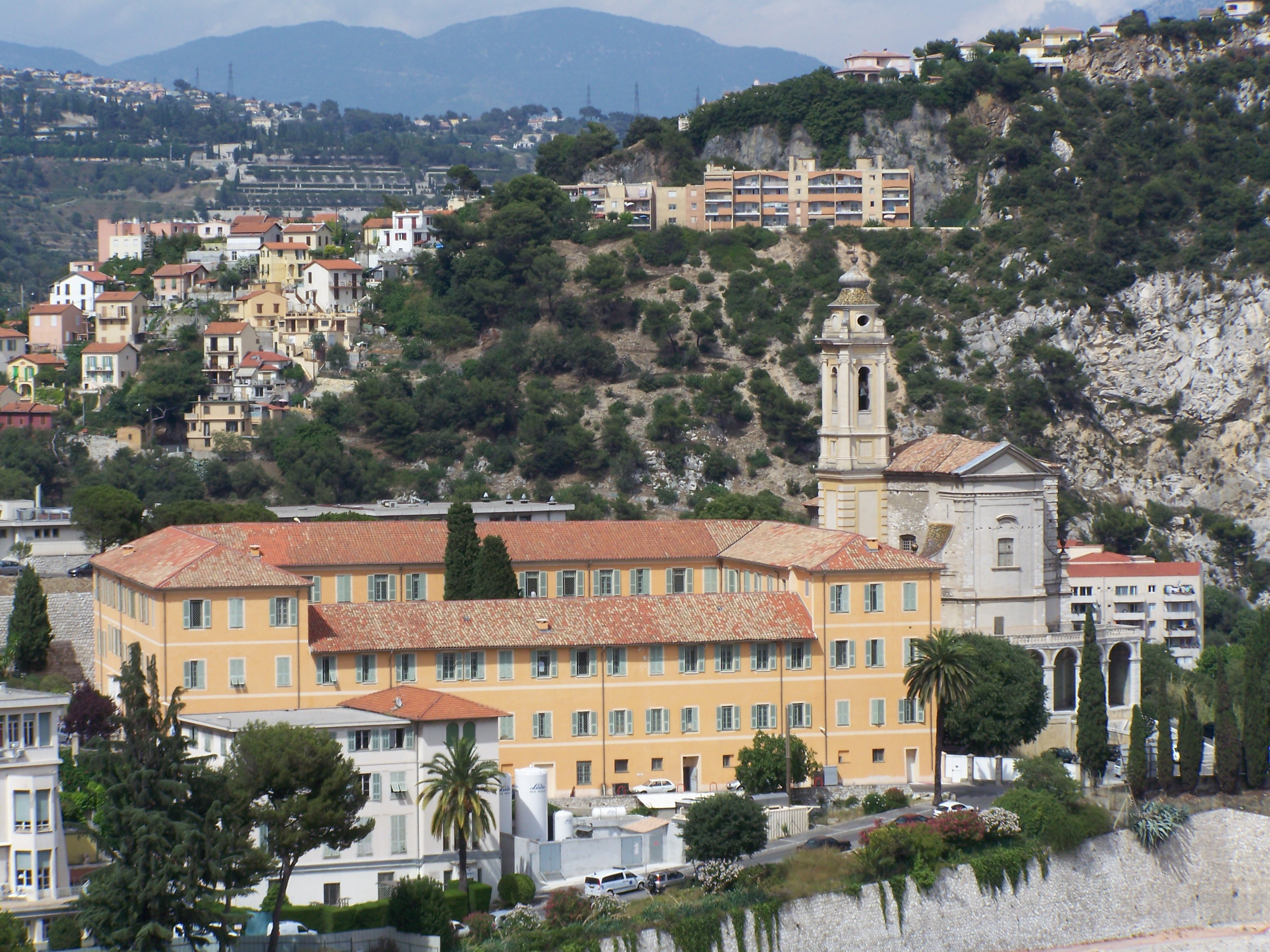
St-Pons

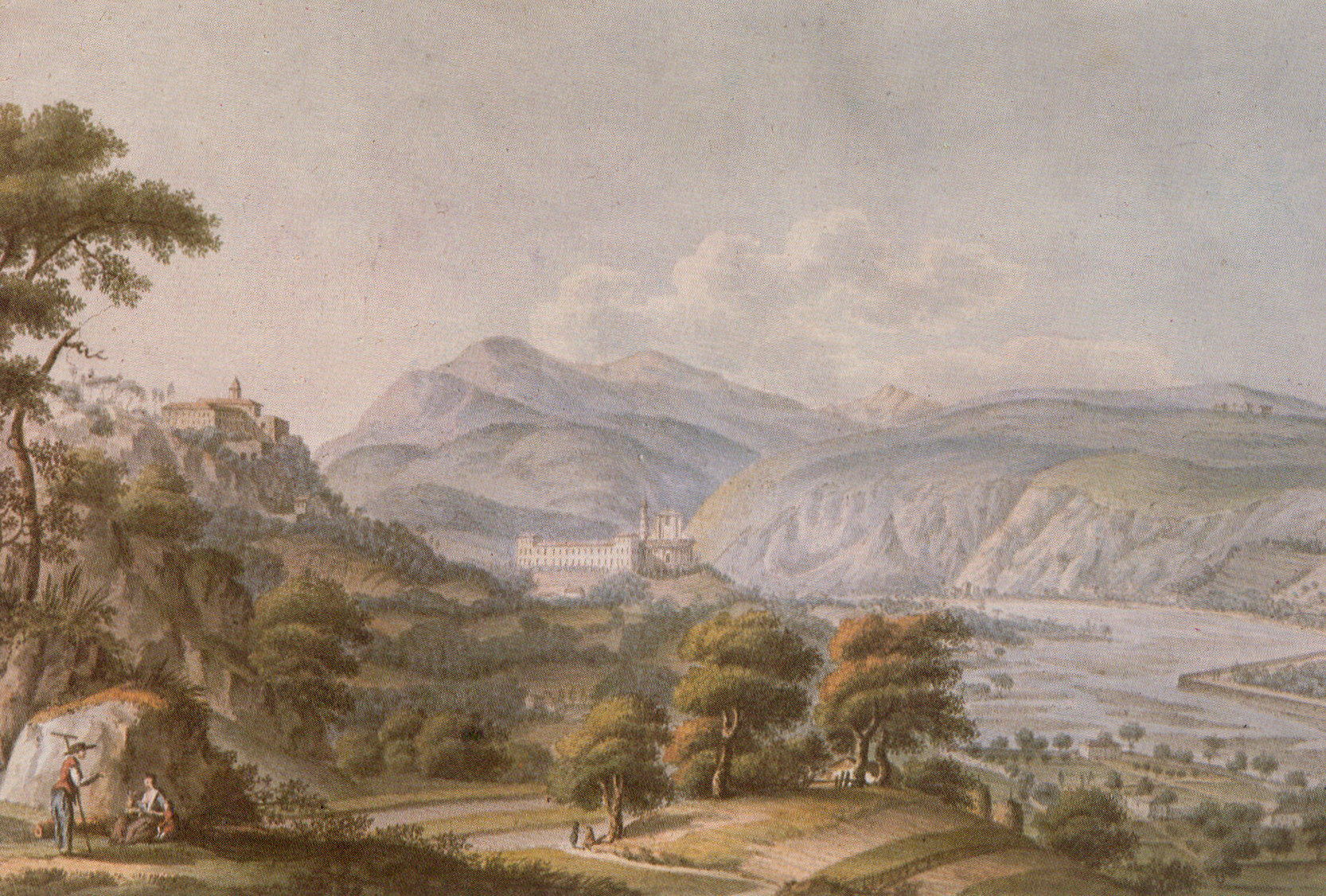
Gemälde von 1782, links das Kloster Cimiez

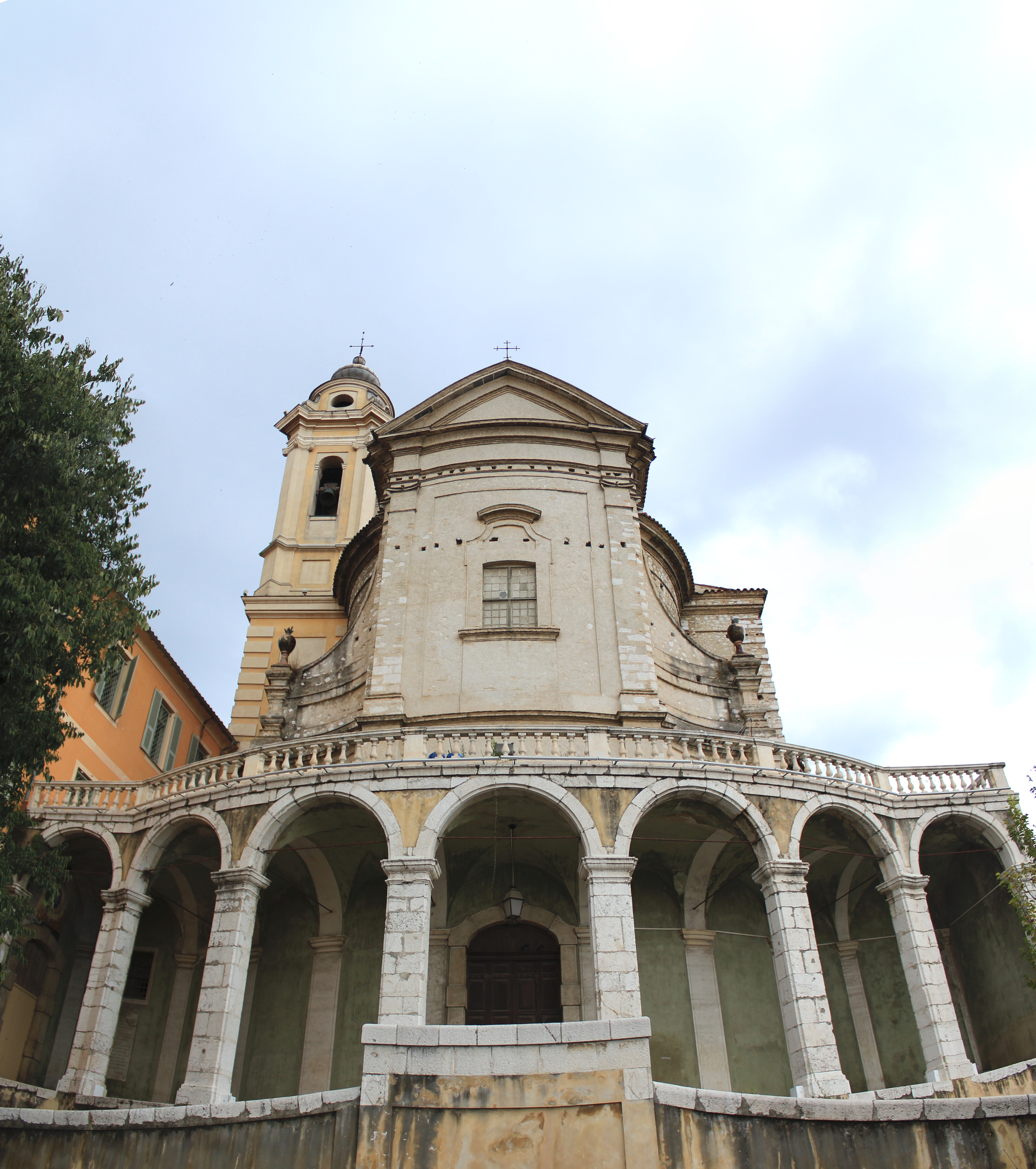
St-Pons

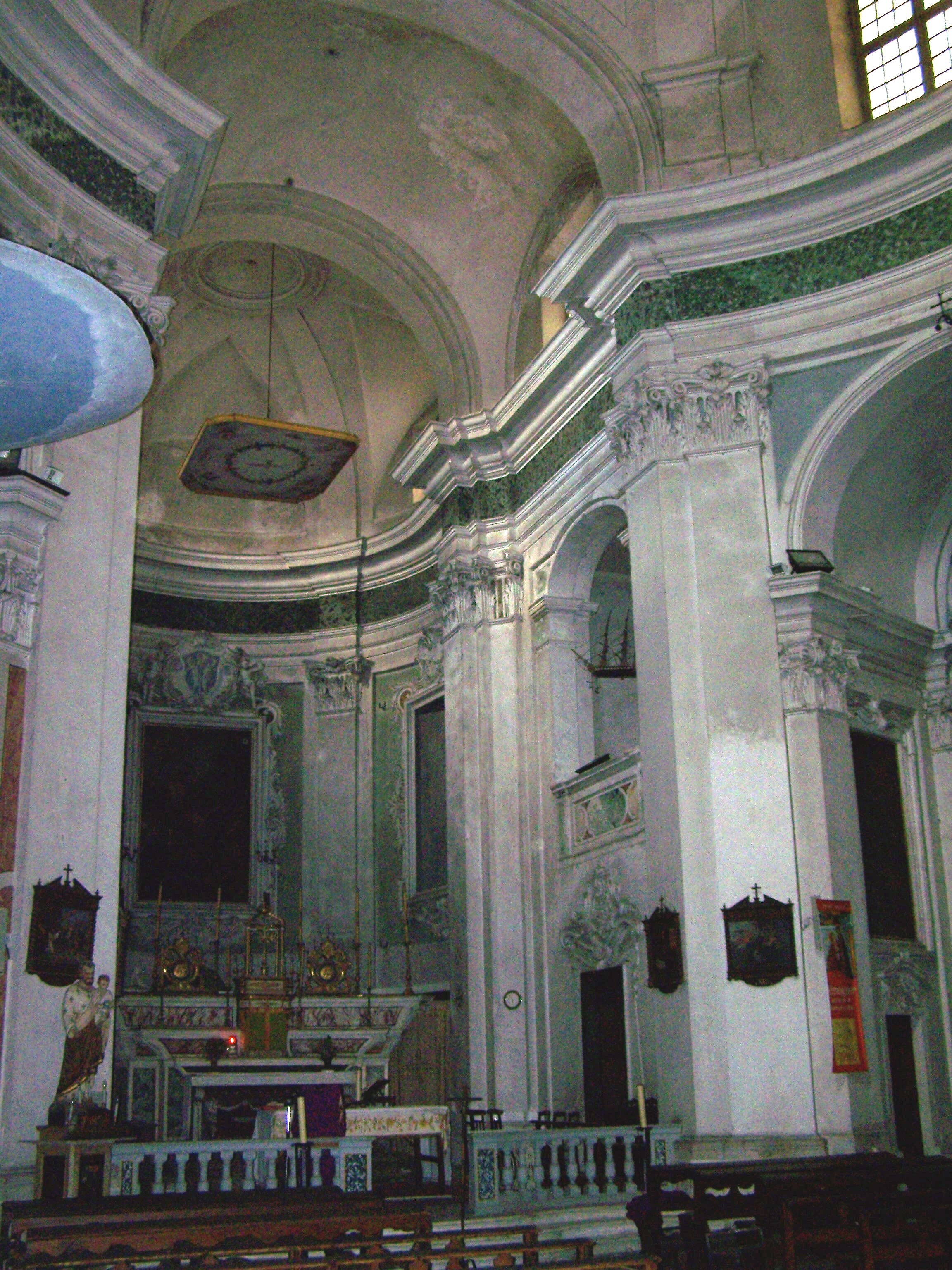
Kircheninneres (2008)

Die Kirche Saint-Pons ist ein römisch-katholischer Kirchenbau in Nizza. Sie war Abteikirche der ehemaligen Abtei Saint-Pons, die seit 1913 als Monument historique eingestuft ist.

## Geschichte der Abtei Saint-Pons
Der Überlieferung nach wurde die Benediktiner-Abtei Saint-Pons 775 vom Bischof Siagrius gegründet und dem Patronat des heiligen Pontius von Cimiez anvertraut. Die reich und mächtig gewordene Abtei gründete im Laufe der Jahrhunderte in der Umgebung zahlreiche Kirchen. 1792 wurde sie von König Viktor Amadeus III. geschlossen, im 19. Jahrhundert jedoch weiterhin kirchlich genutzt. Mit dem Anschluss von Nizza an Frankreich 1860 wurde sie Eigentum des französischen Staates, der die letzten Mönche zu Beginn des 20. Jahrhunderts vertrieb. Die Klostergebäude wurden Teil eines Krankenhauskomplexes (heute: Universitätskrankenhaus Hôpital Pasteur). In der Abteikirche findet kein Gottesdienst mehr statt.

## Die Abteikirche
Der Kirchenbau in grauem Stein wurde von 1725 bis 1743 erstellt und 1731 eingeweiht. Als Architekt wird Filippo Juvarra vermutet. Der Grundriss der Kuppelkirche ist elliptisch. Der Zugang erfolgt über eine monumentale Treppe. Der hohen Fassade vorgesetzt ist ein 7-bögiger Portikus mit Balustrade. Von den ursprünglich zwei Kirchtürmen steht nur noch der nördliche. Das Innere ist reich stukkiert und mit Retabeln ausgestattet.
Die auf halber Höhe des Hügels von Cimiez stehende Kirche überragt an markanter Stelle das Tal des Paillon und ist mit ihrer eleganten Silhouette weithin sichtbar. Von 2016 bis 2019 wurde das Kircheninnere renoviert. Derzeit ist es nicht zugänglich und wird nicht touristisch genutzt. Der derzeit maßgebliche Nizzaführer erwähnt die Kirche nicht. Sie dient als Ort für kulturelle Veranstaltungen.